# Айтхожина, Нагима Абеновна
Нагима Абеновна Айтхо́жина (каз. Айтхожина Нағима Әбенқызы; 22 февраля 1946, Петропавловск — 10 ноября 2020, Алма-Ата) — советский и казахстанский специалист в области молекулярной биологии, доктор биологических наук (1990), профессор (1994), академик НАН РК (2003). Действительный член Нью-Йоркской академии наук (1994).
Занималась изучением структурно-функциональной организации генома высших организмов и молекулярных механизмов регуляции его экспрессии.

## Биография
Происходит из рода атыгай племени аргын.
В 1969 году окончила Казахский государственный университет. Затем окончила аспирантуру Института молекулярной биологии АН СССР.
С 1973 года работала сначала младшим, затем старшим научным сотрудником Института ботаники АН КазССР. С 1983 по 1989 год в Институте молекулярной биологии и биохимии АН КазССР и в 1990 году становится директором Института молекулярной биологии и биохимии им. М. А. Айтхожина НАН РК. С 1999 по 2002 президент Национальной Академии наук Республики Казахстан.
С 1990 по 2018 год руководила Институтом молекулярной биологии и биохимии им. М. А. Айтхожина.
Айтхожина — основатель молекулярной и медицинской генетики, этно- и палеогеномики, космической биологии и биотехнологии в Казахстане. Айтхожиной выполнен ряд основополагающих работ фундаментального и прикладного значения по структурно-функциональной организации геномов высших организмов (человек, растения), молекулярным механизмам возникновения и развития наследственных заболеваний человека, генодиагностике. По инициативе Айтхожиной в Казахстане созданы целевые научно-технические программы по биотехнологии и космической биологии. Айтхожиной впервые проведен молекулярно-генетический анализ мумифицированных материалов археологических раскопок кургана Берель на территории Восточно-Казахстанской области.
Брат — Айтхожин, Мурат Абенович.

## Награды
- серебряная медаль Международной выставки «Эврика», Брюссель (1993)[3]
- премия «Платиновый Тарлан» в номинации «Наука» (2000)[3]
- Орден Парасат (2001)[4]
- Орден «Барыс» 3 степени (2011)[5]

## Основные научные работы
- Ядерные рибонуклеопротеиды, содержащие информационную РНК. Природа 5,- и 3,-концевых последовательностей ядерных РНП частиц. Молекулярная биология. 1979. Вып. 4.
- Молекулярное клонирование и характеристика отдельных представителей фракции «Relic» ДНК генома Triticum timopheevii // журн. «Молекулярная биология», т. 2, М., 1988 (соавт.).
- Selective inhibition of the polypeptide chain elongation in eucaryotic cells// Biochimica et Biophysica Acta. 1992. V. 1129. N. 2.
- Molecular cloning and characteristics of species — specific repetitive sequences of wheat nuclear DNA // FEBS Lett, 1995.